# Bleu-violet
Les Bleus-violets sont les nuances de bleu s'approchant du  violet.
La norme AFNOR X08-010 « Classification méthodique générale des couleurs » (annulée le 30 août 2014) définit un champ bleu-violet entre les bleus et les violets-bleus, la longueur d'onde dominante se situant entre 466 et 478 nanomètres ; les violet-bleus prolongeant ce champ jusqu'à 449 nm. Elle incluait les couleurs claires et sombres, pures et lavées de blanc, jusqu'aux limites avec les blancs, les gris et les noirs.
|          |          | 449      | 449         | 455         | 455         | 459         | 459         | 463         | 463         | 466         | 466         | 469         | 469         | 472         | 472         | 475         | 475         | 478         | 478    | 480    | 480    |
|          |          |          |             |             |             |             |             |             |             |             |             |             |             |             |             |             |             |             |        |        |        |
|          |          |          |             |             |             |             |             |             |             |             |             |             |             |             |             |             |             |             |        |        |        |
| ← violet | ← violet | ← violet | violet-bleu | violet-bleu | violet-bleu | violet-bleu | violet-bleu | violet-bleu | violet-bleu | violet-bleu | bleu-violet | bleu-violet | bleu-violet | bleu-violet | bleu-violet | bleu-violet | bleu-violet | bleu-violet | bleu → | bleu → | bleu → |

Le champ des bleu-violets inclut notamment le bleu couleur primaire des écrans d'ordinateur sRGB et Adobe RGB, ainsi que l'indigo.
Au XIXe siècle, Michel-Eugène Chevreul a entrepris de repérer les couleurs entre elles et par rapport aux raies de Fraunhofer. Il situe le bleu-violet type à une longueur d'onde de 443 nm.